# Ивановский сельский совет (Сакский район)
Ивановский сельский совет (укр. Іванівська сільська рада, крымскотат. Qamışlı köy şurası) — согласно законодательству Украины — административно-территориальная единица в Сакском районе Автономной Республики Крым.
Образован сельсовет в 1922 году.
Население по переписи 2001 года — 2246 человек, площадь сельсовета 65 км².
К 2014 году состоял из 2 сёл:
- Ивановка
- Жаворонки.

## История
Согласно книге «Города и села Украины. Автономная Республика Крым. Город Севастополь. Историко-краеведческие очерки» Ивановский сельский совет был образован в 1922 году, но в «Списке населенных пунктов Крымской АССР по всесоюзной переписи 17 декабря 1926 года» таковой ещё не значится. Известно, что на 1940 год он уже существовал в составе Сакского района. С 25 июня 1946 года сельсовет в составе Крымской области РСФСР, а 26 апреля 1954 года Крымская область была передана из состава РСФСР в состав УССР.
На 15 июня 1960 года в составе совета числились 4 села:

| - Воронова - Жаворонки | - Ивановка - Фрунзе |

Указом Президиума Верховного Совета УССР «Об укрупнении сельских районов Крымской области», от 30 декабря 1962 года сельсовет присоединили к Евпаторийскому району. 1 января 1965 года, указом Президиума ВС УССР «О внесении изменений в административное районирование УССР — по Крымской области», Евпаторийский район был упразднён и совет вновь включили в состав Сакского (по другим данным — 11 февраля 1963 года).
К 1968 году был упразднён посёлок Воронова, в период с 1 января по 1 июня 1977 был образован Фрунзенский сельсовет и совет обрёл современный состав.
С 12 февраля 1991 года сельсовет в восстановленной Крымской АССР, 26 февраля 1992 года переименованной в Автономную Республику Крым. С 21 марта 2014 года в составе Крыма аннексирован Россией. Законом «Об установлении границ муниципальных образований и статусе муниципальных образований в Республике Крым» от 4 июня 2014 года территория административной единицы была объявлена муниципальным образованием со статусом сельского поселения.